# Urbansmühle
Urbansmühle ist ein Wohnplatz der Gemeinde Wieseth im Landkreis Ansbach (Mittelfranken, Bayern). Urbansmühle liegt in der Gemarkung Deffersdorf. Der Ort wurde früher auch Hechelmühle oder Häuslingermühle genannt.

## Geographie
Die Einöde besteht aus drei Wohn- und neun Wohngebäuden. Sie liegt am Hechelbach, einem rechten Zufluss der Wieseth. Der Ort ist weitestgehend von Acker- und Grünland umgeben. Im Süden wird die Flur Kleefeld genannt. Ein Anliegerweg führt 200 Meter weiter südlich zu einer Gemeindeverbindungsstraße, die nach Mittelschönbronn (0,75 km südwestlich) bzw. nach Häuslingen zur Staatsstraße 2248 verläuft (0,8 km nordöstlich).

## Geschichte
Urbansmühle lag im Fraischbezirk des ansbachischen Oberamtes Feuchtwangen. Die Mahlmühle hatte das Kastenamt Feuchtwangen als Grundherrn. Von 1797 bis 1808 gehörte der Ort zum Justiz- und Kammeramt Feuchtwangen. Unter der preußischen Verwaltung (1792–1806) des Fürstentums Ansbach erhielt die Urbansmühle bei der Vergabe der Hausnummern die Nr. 10 des Ortes Häuslingen. Zu dem Anwesen gehörten 2,6 ha Ackerland.
Mit dem Gemeindeedikt (frühes 19. Jahrhundert) wurde Urbansmühle dem Steuerdistrikt Gräbenwinden und der Ruralgemeinde Oberschönbronn zugewiesen. Nach 1882 wird Urbansmühle nicht mehr als Ortsteil geführt. Im Zuge der Gebietsreform in Bayern wurde die Gemeinde Schönbronn am 1. Januar 1972 aufgelöst und die Urbansmühle nach Wieseth eingemeindet.

### Einwohnerentwicklung
| Jahr      | 001831 | 001836 | 001840 | 001861 | 001871 | 001875 |
| Einwohner | 7      | 7      | 6      | *      | 4      | 4      |
| Häuser    | 1      | 1      | 1      |        |        |        |
| Quelle    | [ 11 ] | [ 12 ] | [ 13 ] | [ 14 ] | [ 15 ] | [ 16 ] |

## Religion
Der Ort ist evangelisch-lutherisch geprägt und nach St. Wenzeslaus (Wieseth) gepfarrt. Die Einwohner römisch-katholischer Konfession waren ursprünglich nach St. Jakobus der Ältere (Elbersroth) gepfarrt, heute ist die Pfarrei Herz Jesu (Bechhofen) zuständig.

## Weblink
- Urbansmühle in der Ortsdatenbank des bavarikon, abgerufen am 19. August 2021.